# 芳賀宇之吉
芳賀 宇之吉（はが うのきち、1856年（安政3年2月） - 1916年（大正5年）9月19日）は、明治から大正時代の政治家。衆議院議員。

## 経歴
陸奥国信夫郡庭坂村（福島県信夫郡庭坂村、大庭村、吾妻村、吾妻町を経て現福島市）に生まれる。生家は代々豪農として知られた。
村会議員、郡会議員、同参事会員を経て、1894年（明治27年）福島県会議員に当選。以降死去するまで県会に籍を置いた。
この間、常置委員、所得税調査委員、凶作特別委員、教育費特別委員に推挙され、1913年（大正2年）10月には警察費調査委員長、同年12月には県民大会実行委員長を歴任した。ほか、福島電燈監査役を務めた。
1898年（明治31年）3月の第5回衆議院議員総選挙では福島県第1区から出馬し当選。衆議院議員を1期務めた。

## 著作
- 述『蚕糸要論』三盛堂、1890年。